# José Antonio del Razo y Nava
José Antonio del Razo y Nava  o por su pseudónimo Atilano Rosendo (Puebla de Zaragoza, Reino de México, Virreinato de la Nueva España, 1778 - Ciudad de México, 18 de julio de 1848) Fue un político mexicano, poeta y estadista.

## Reseña biográfica

### Primeros años y estudios
Nació en la actual Ciudad de Puebla por los años de 1778 y 1780. Estudió en su ciudad natal y se trasladó muy joven a la Ciudad de Querétaro de familia muy acomodada, formada por el hacendado José George del Razo y María Luz Nava.
Fue un hacendado en la hacienda de San Cristóbal y las de su alrededor en Acámbaro, en Guanajuato Diputado a la Legislatura de dicho Estado, en compañía de Manuel Barreda por dos periodos. Tiempo después pasó a residir en Querétaro durante cuarenta años, es decir, dos tercios de su vida. Instalado en Querétaro escribió: «Notas estadísticas del Departamento de Querétaro, formadas por la Asamblea Constitucional del mismo, y remitidas al Supremo Gobierno en cumplimiento de la parte primera del Artículo 135 de las Bases Orgánicas» También desempeñó otros cargos públicos en los que están: en el Ayuntamiento, en la Asamblea  Departamental, en el Congreso General, en la Dirección de contribuciones y el de Gobernador de los meses abril a julio de 1846 .

### Tiempo posterior fallecimiento
En 1848 fue Diputado Congreso  General, Meses después salió rumbo a la Ciudad de México con los Supremos Poderes, pero llegando a Arroyozarco murió de pulmonía, el 18 de julio de 1848; cinco días después de haber llegado. Sabiendo, dos días antes de morir, que por falta de  número no podía actuar el Congreso. Su  muerte fue muy sentida, por su partido; el liberal y  por los habitantes de queretanos a quienes prestó su servicio.

### Legado y reconocimientos
La Legislatura Local, agradeciendo los cargos que ocupó, le dio un mes después de su fallecimiento un lugar en los  "hijos predilectos de Querétaro".

## Vida personal
Desde joven se casó con su prima Micaela del Razo y Villela, de esta unión nació:
- María Antonia Dionicia de los Dolores del Razo y Razo (nacida el 8 de abril de 1821, bautizada 9 de abril de 1821 en la Iglesia Parroquial La Divina Pastora)[12]
- Francisco Pedro Luis del Razo y Razo (nacido y bautizado el 17 de septiembre de 1824, en Iglesia Parroquial de Santiago[13]
- Bernardino del Razo y Razo (Nacido el 20 de mayo de 1826 en Santiago de Querétaro - 3 de abril de 1902 en la misma) Contador.[14][15]

## Obras
- Notas estadísticas del Departamento de Querétaro, formadas por la Asamblea Constitucional del mismo, y remitidas al Supremo Gobierno en cumplimiento de la parte primera del Artículo 135 de las Bases Orgánicas. (1845)